# Wright R-2600
Il Wright R-2600 Cyclone 14, noto anche come Twin Cyclone, era un motore aeronautico radiale 14 cilindri a doppia stella raffreddato ad aria, prodotto negli anni trenta e quaranta dall'azienda statunitense Curtiss-Wright Corporation.

## Storia
L'operazione era stata dettata dalle esigenze di dotare la gamma di un motore radiale più potente e che occupasse la fascia degli 1600 hp. L'R-2600, il cui sviluppo iniziò nel 1935, deriva dal R-1820 Cyclone 9 a 9 cilindri singola stella, il fortunato capostipite della serie Cyclone. Del precedente modello condivideva un numero consistente di componenti meccaniche, tra le quali cilindri dalle stesse misure di alesaggio e corsa, riuscendo a mantenere il medesimo ingombro frontale.
Introdotto nel 1939, l'R-2600 raggiunse la cifra di 50 000 unità, prodotte negli stabilimenti di Caldwell, nel New Jersey e Cincinnati, Ohio.

## Versioni
- R-2600-3 - 1 600 hp (1 194 kW)
- R-2600-19 - 1 600 hp (1 194 kW)
- R-2600-8 - 1 700 hp (1 268 kW)
- R-2600-12 - 1 700 hp (1 268 kW)
- R-2600-13 - 1 700 hp (1 268 kW)
- R-2600-29 - 1 850 hp (1 380 kW)
- R-2600-20 - 1 900 hp (1 420 kW)
- R-2600-22 - 1 900 hp (1 420 kW)

## Velivoli utilizzatori
Australia
- CAC Boomerang

 Francia
- Latécoère 631
- Lioré-et-Olivier LeO 451

 Regno Unito
- Miles Monitor

 Stati Uniti
- Boeing 314
- Brewster SB2A Buccaneer
- Curtiss SB2C Helldiver
- Douglas A-20
- Douglas B-23 Dragon
- Grumman TBF Avenger
- Martin 187 Baltimore
- Martin Mariner
- North American B-25 Mitchell
- Vultee A-31 Vengeance